# Sonoda Jun
Jun Sonoda (薗田 淳 Sonoda Jun, sinh ngày 23 tháng 1 năm 1989 ở Shizuoka) là một cầu thủ bóng đá người Nhật Bản hiện tại thi đấu cho Fujieda MYFC.

## Thống kê sự nghiệp
Cập nhật đến ngày 23 tháng 2 năm 2016.
| Thành tích câu lạc bộ | Thành tích câu lạc bộ | Thành tích câu lạc bộ | Giải vô địch | Giải vô địch | Cúp                   | Cúp                   | Cúp Liên đoàn | Cúp Liên đoàn | Châu lục | Châu lục  | Tổng cộng | Tổng cộng |
| Mùa giải              | Câu lạc bộ            | Giải vô địch          | Số trận      | Bàn thắng    | Số trận               | Bàn thắng             | Số trận       | Bàn thắng     | Số trận  | Bàn thắng | Số trận   | Bàn thắng |
| Nhật Bản              | Nhật Bản              | Nhật Bản              | Giải vô địch | Giải vô địch | Cúp Hoàng đế Nhật Bản | Cúp Hoàng đế Nhật Bản | Cúp Liên đoàn | Cúp Liên đoàn | AFC      | AFC       | Tổng cộng | Tổng cộng |
| --------------------- | --------------------- | --------------------- | ------------ | ------------ | --------------------- | --------------------- | ------------- | ------------- | -------- | --------- | --------- | --------- |
| 2007                  | Kawasaki Frontale     | J1 League             | 0            | 0            | 0                     | 0                     | 0             | 0             | 1        | 0         | 1         | 0         |
| 2008                  | Kawasaki Frontale     | J1 League             | 0            | 0            | 0                     | 0                     | 0             | 0             | -        | -         | 0         | 0         |
| 2009                  | Kawasaki Frontale     | J1 League             | 3            | 0            | 1                     | 0                     | 0             | 0             | 0        | 0         | 4         | 0         |
| 2010                  | Kawasaki Frontale     | J1 League             | 3            | 0            | 1                     | 0                     | 0             | 0             | 0        | 0         | 4         | 0         |
| 2011                  | Kawasaki Frontale     | J1 League             | 2            | 0            | 0                     | 0                     | 1             | 0             | -        | -         | 3         | 0         |
| 2012                  | FC Machida Zelvia     | J2 League             | 21           | 0            | 2                     | 0                     | -             | -             | -        | -         | 23        | 0         |
| 2013                  | Kawasaki Frontale     | J1 League             | 0            | 0            | 0                     | 0                     | 0             | 0             | -        | -         | 0         | 0         |
| 2014                  | Consadole Sapporo     | J2 League             | 8            | 0            | 2                     | 1                     | -             | -             | -        | -         | 10        | 1         |
| 2015                  | Consadole Sapporo     | J2 League             | 0            | 0            | 0                     | 0                     | -             | -             | -        | -         | 0         | 0         |
| Tổng cộng sự nghiệp   | Tổng cộng sự nghiệp   | Tổng cộng sự nghiệp   | 37           | 0            | 6                     | 1                     | 1             | 0             | 1        | 0         | 45        | 1         |